# 沈钦韩
沈钦韩（1775年—1831年），字文起，号小宛，江苏吴县人。

## 簡歷
祖沈石均与张永夫齐名。父沈宗培以教书为生。乾隆四十年出生，居蘇州瀆川。好学家贫，多去富商家借書，常抄书至深夜不辍，終於淹通群经。三十多歲得入縣學。嘉庆十二年（1807年）丁卯中举。進士屢不第。道光三年（1823年），授安徽宁国县训导。長於訓詁考據之學。宣宗道光十一年（1831年）卒，年五十七岁。有《两汉书疏证》七十四卷、诗集十七卷、《左传补注》十二卷、《左传地理补注》十二卷、《韓昌黎集補注》、《蘇文忠詩注補正》、《水经注疏证》四十卷及《幼學堂集》八卷等著作。